# Commissaire Moulin
Pour les articles homonymes, voir Moulin (homonymie).
 (juin 2018).
Si vous disposez d'ouvrages ou d'articles de référence ou si vous connaissez des sites web de qualité traitant du thème abordé ici, merci de compléter l'article en donnant les références utiles à sa vérifiabilité et en les liant à la section « Notes et références ».
Commissaire Moulin est une série télévisée française en 70 épisodes de 90 minutes, créée par Paul Andréota et Claude Boissol et diffusée du 4 août 1976 au 5 juin 2008 sur TF1.
Les deux premières saisons sont diffusées du 4 août 1976 au 14 octobre 1982 sur TF1.
Au Québec, elle a été diffusée à partir du 8 octobre 1979 à la Télévision de Radio-Canada dans Télé-Sélection.
Son acteur principal, Yves Rénier, a par la suite relancé la série, avec l'aide de l'auteur de romans policiers Georges Moréas, sous le titre Commissaire Moulin, police judiciaire : cette nouvelle série, composée de 51 épisodes de 90 minutes, a été diffusée du 19 octobre 1989 au 5 juin 2008 sur TF1.
Commissaire Moulin est la deuxième série française à la plus grande longévité, 32 ans du (4 août 1976 au 5 juin 2008). Elle est seulement dépassée par Les Cinq Dernières Minutes (1958-1996, soit 38 ans)[réf. nécessaire].
La série a depuis été rediffusée entre 2007 et 2010 sur TMC, puis sur NRJ 12 entre 2010 et 2012, puis sur D17 (CSTAR) dès 2013.

## Synopsis
Cette série met en scène les enquêtes de Jean-Paul Moulin, commissaire de police.

## Distribution

### Postes
| Saison             | 1 (1976-1979)                                                                                              | 2 (1980-1982)                                                                                              | 3 (1989-1990)                                                                                              | 4 (1991-1992)                                                                                              | 5 (1993-1999)                                                                                              | 6 (2001)                                                                                                   | 7 (2002-2003)                                                                                              | 8 (2004-2006)                                                                                              |
| ------------------ | --- | --- | --- | --- | --- | --- | --- | --- |
| Commissaire        | Commissaire Jean-Paul Moulin (Yves Rénier)                                                                 | Commissaire Jean-Paul Moulin (Yves Rénier)                                                                 | Commissaire Jean-Paul Moulin (Yves Rénier)                                                                 | Commissaire Jean-Paul Moulin (Yves Rénier)                                                                 | Commissaire Jean-Paul Moulin (Yves Rénier)                                                                 | Commissaire Jean-Paul Moulin (Yves Rénier)                                                                 | Commissaire Jean-Paul Moulin (Yves Rénier)                                                                 | Commissaire Jean-Paul Moulin (Yves Rénier)                                                                 |
| OPJ                | Inspecteur puis Inspecteur divisionnaire puis Commandant Pierre Guyomard (Guy Montagné puis Clément Michu) | Inspecteur puis Inspecteur divisionnaire puis Commandant Pierre Guyomard (Guy Montagné puis Clément Michu) | Inspecteur puis Inspecteur divisionnaire puis Commandant Pierre Guyomard (Guy Montagné puis Clément Michu) | Inspecteur puis Inspecteur divisionnaire puis Commandant Pierre Guyomard (Guy Montagné puis Clément Michu) | Inspecteur puis Inspecteur divisionnaire puis Commandant Pierre Guyomard (Guy Montagné puis Clément Michu) | Inspecteur puis Inspecteur divisionnaire puis Commandant Pierre Guyomard (Guy Montagné puis Clément Michu) | Inspecteur puis Inspecteur divisionnaire puis Commandant Pierre Guyomard (Guy Montagné puis Clément Michu) | Inspecteur puis Inspecteur divisionnaire puis Commandant Pierre Guyomard (Guy Montagné puis Clément Michu) |
| OPJ                | - | - | Inspecteur Morvan (Christian Charmetant)                                                                   | - | - | Commandant Léon Guermeur (Bernard Rosselli)                                                                | Commandant Léon Guermeur (Bernard Rosselli)                                                                | Commandant Léon Guermeur (Bernard Rosselli)                                                                |
| OPJ                | - | - | Inspecteur Scola dit « Poupette » (Diane Simenon)                                                          | Inspecteur Scola dit « Poupette » (Diane Simenon)                                                          | - | Lieutenant Charlotte Marszewski (Alice Béat)                                                               | Lieutenant Charlotte Marszewski (Alice Béat)                                                               | Lieutenant Charlotte Marszewski (Alice Béat)                                                               |
| OPJ                | - | - | - | Inspecteur Dufour (Benoît Gourley)                                                                         | - | - | - | Lieutenant Clara Becker (Nathalie Quenard)                                                                 |
| OPJ                | - | - | « Le Chinois » (Tchee)                                                                                     | « Le Chinois » (Tchee)                                                                                     | « Le Chinois » (Tchee)                                                                                     | - | - | - |
| Directeur de la PJ | Rocard (Jean-Pierre Kérien)                                                                                | Rocard (Jean-Pierre Kérien)                                                                                | « Le Vieux » (Francis Lax)                                                                                 | « Le Vieux » (Francis Lax)                                                                                 | « Le Vieux » (Francis Lax)                                                                                 | Jean-François Daubertas dit « La Daube » (Régis Anders)                                                    | Jean-François Daubertas dit « La Daube » (Régis Anders)                                                    | Jean-François Daubertas dit « La Daube » (Régis Anders)                                                    |

### Rôles principaux

#### Commissaire
- Yves Rénier : Commissaire puis Commissaire principal puis Commissaire divisionnaire Jean-Paul Moulin (1976-2006)

#### OPJ
- Christian Charmetant : Inspecteur Morvan (1989)
- Diane Simenon : Inspecteur Scola, surnommée « Poupette » (1989-1992)
- Benoît Gourley : Inspecteur Dufour (1990-1992)
- Tchee : Le Chinois (1989-2000)
- Nathalie Quenard : Lieutenant Clara Becker (2005)
- Guy Montagné puis Clément Michu : Inspecteur puis Inspecteur divisionnaire puis Commandant[note 1] Pierre Guyomard (1976-2006)
- Bernard Rosselli : Commandant Léon Guermeur (2000-2006)
- Alice Béat : Lieutenant Charlotte Marszewski (2000-2006)

#### Directeurs de la PJ
- Jean-Pierre Kérien : Rocard, directeur de la PJ (1976-1982)
- Francis Lax : Hugues Devos, directeur de la PJ, surnommé « le Vieux » (1989-2000)
- Régis Anders : Jean-François Daubertas, surnommé « le Daube », directeur adjoint puis directeur de la PJ (2000-2006)

#### Famille Moulin
Épouses ou compagnes successives
- Catherine Morin : Jocelyne (1976)
- Véronique Jannot : Corinne, épisode Intox (8 novembre 1978)
- Pauline Larrieu : Béatrice Moulin, ex-femme de Jean Paul, mère de Frédéric (1989-1993)
- Laurence Charpentier : Lolo (1989-1992)
- Natacha Amal : Samantha Beaumont (1993-2006)
- Anne-Charlotte Pontabry : Dr Sophie Magny (2004-2006)

Enfants
- Maxime Mansion : Frédéric Moulin, fils de Jean-Paul (1989-1990)
- Boris Roatta : Frédéric Moulin, fils de Jean-Paul (1991-1993)[note 2]
- Samantha Rénier : Marie Moulin, fille de Jean-Paul (1999-2006)

#### Autres
- Med Hondo : Max Beauvoir, voisin de Jean-Paul (1989-1990)
- Annie Balestra : Baba, voisine de Jean-Paul (1989-1991)
- Daniel Russo : Shalom, chauffeur de taxi et indic de Jean-Paul (1989-1993)

### Invités
- Béatrice Agenin : Camille Chartier (Le Patron)
- Jean-Louis Airola : Buveur d'eau no 2 (Les buveurs d'eau)
- Alicia Alonso : Mme Philippon, la mère de Julien (Le petit homme)
- Saïd Amadis : Karim (Le simulateur)
- Souad Amidou : le procureur (Sous pression et Le profil du tueur)
- Régis Anders : le médecin-chef de la prison (Le simulateur)
- James Arch : James (L'ours vert et Syndrome de menace) et Claude Carella (Passage protégé)
- Michel Auclair : Kirs (Affectation spéciale)
- Annie Balestra : la femme de Max (Mort d'un officier de police) et Nicole Leguen (Illégitime Défense)
- Patrick Balkany : lui-même en tant que maire de Levallois-Perret (Kidnapping)
- Sophie Barjac : Joëlle (Ricochets)
- Patrick Bauchau : Dr Meredith (Qu'un sang impur…)
- Michèle Baumgartner : Rose-Marie Mercier dite « Rom » (Les brebis égarées)
- Michel Beaune : Grégoire De Chambaud (La surprise du chef), Baron Planan de Peunèrfe (Le Diable aussi a des ailes) et l'enquêteur de l'IGS (Honneur et justice)
- Paul Belmondo : Hayère (La dernière affaire)
- Kamel Belghazi : Sylvain Josse (Tensions)
- Karim Belkhadra : Mohand Benaziz (Le petit homme)
- Nelly Benedetti : Sylvie Calaud (Une promenade en forêt)
- Caroline Berg : une secrétaire (Le patron)
- Jean-Pierre Bernard : Me Langeaux (Une promenade en forêt)
- Luc Bernard : le meurtrier (Syndrome de menace), le juge Graber (Illégitime Défense) et Costa (Le Bleu)
- Gérard Berner : Serge Mikalef (L'ours vert)
- Jean-Yves Berteloot : Pierre Sébastian (Sous pression)
- Marion Bierry : Nicole Marchal (Syndrome de menace)
- Jean-Pierre Bisson : Pelletier, le beau-père de « Momo » (Non-assistance à personne en danger)
- Mathieu Bisson : Lefrère (Un coupable trop parfait)
- Franck-Olivier Bonnet : le patron de l'entrepôt (Passage protégé)
- Jean-Luc Borras : un inspecteur (Non-assistance à personne en danger) et Doudouille (Mort d'un officier de police)
- Jean-Claude Bouillon : Schneider (Un flic sous influence)
- Lyèce Boukhitine : Kevin (Présomption d'innocence)
- Julie Boulanger : Mélissa (Sous pression)
- Élizabeth Bourgine : Sandrine Pelletier (La promesse)
- Shirley Bousquet : une infirmière du SAMU (Sale bizness) et Béatrice (Bandit d'honneur)
- Lorraine Bracco : Jenny (Le transfuge)
- Christian Brendel : André (Match nul) et le professeur Souvyra (Le pire des cauchemars)
- Claude Brécourt : le préfet de police (Les Zombies)
- David Brécourt : Richard Blot (Serial Killer)
- Hervé Briaux : Wolf (36, quai des ombres)
- Claude Brosset : Noual (La fliquette)
- Christopher Buchholz : Bronivsky (Un coupable trop parfait)
- Julien Cafaro : François Mateo (La fliquette)
- Anne Canovas : Mme Lenormand, la mère de Béatrice (Un coupable trop parfait)
- Mathieu Carrière : Michel Léonard (La dernière affaire)
- Jauris Casanova : Inspecteur Pierre Dufeau (Le Bleu) et Alexis Mertens (Les lois de Murphy)
- Jean-Pierre Castaldi : José, chef du commando terroriste inspiré par Carlos (Les brebis égarées)
- Valeria Cavalli : Laurence Cusko (Serial Killer) et Hélène Darcourt (La dernière affaire)
- Laurent Cazanave : Julien Philippon (Le petit homme)
- Marc Chapiteau : Gégé (Les Zombies)
- Tsilla Chelton : la grand-tante de Moulin (Petite hantise)
- Cédric Chevalme : un client de la boîte de nuit (Kidnapping) et le Lieutenant Leterrier (Le petit fugitif)
- Étienne Chicot : Guy (Série noire)
- Cyrielle Clair : Claire, la mère de Marie Moulin (Kidnapping)
- Jenny Clève : la mère de Mirko (Le simulateur)
- Marie-Catherine Conti : la directrice de cabinet (Le sniper)
- Jean-Marie Cornille : M. Marchetti, le père de Laetitia (Passage protégé)
- Paul Crauchet : Cassius (Choc en retour)
- Michel Creton : Michel (Cité interdite) et Louis Berghese (Silence radio)
- Stanislas Crevillén : Matthieu Guibert (Le sniper)
- Jacques Dacqmine : Cattoire (L… comme Lennon)
- Muse Dalbray : Germaine Calaud (Une promenade en forêt)
- Dani : Chantal Pelletier, la mère de « Momo » (Non-assistance à personne en danger)
- Gérard Darrieu : Bulocq (Marée basse)
- Jean-Claude Dauphin : Bernard (Ricochets)
- Catherine Davenier : Alice (Les moineaux), Mme Karas (Les lois de Murphy) et Mme Mirvin (Kidnapping)
- Anthony Decadi : Patrick Michaud (Le petit homme)
- Franck de Lapersonne : Gilles Lecourbe (Syndrome de menace)
- Anthony Delon : Hugo Arragio (Bandit d'honneur)
- Xavier Deluc : Commissaire Veraghen, de la BRI (Kidnapping)
- Erick Deshors : Paul Flach (Le pire des cauchemars)
- Oumar Diaouré : un agent de la DST crédité Cagoule 2 (Qu'un sang impur…), le policier dans la banque (Silence radio) et Arnold Montrose (La fliquette)
- Philippe du Janerand : le directeur de la banque (Kidnapping)
- Antoine Duléry : Me Pontet-Mondot (Bandit d'honneur)
- Roger Dumas : Paulo (Un flic sous influence)
- François Dunoyer : Eddy Staub (Au nom de nos enfants)
- Pascal Duquenne : Lemmonier (Bandit d'honneur)
- Yan Epstein : Simon Roche (Silence radio) et Bordinat (Au nom de nos enfants)
- Robert Etcheverry : Manuel Coeixeira (Corvée de bois)
- Laura Favali : Claudia (Lady in Blue)
- Patrick Fierry : Maurice Guibert (Le sniper)
- Alain Figlarz : Ziani (Mort d'un officier de police), un agent de la DST crédité Cagoule 1 (Qu'un sang impur…), Makhlouf (Illégitime Défense), Mohand (Cité interdite), Nerf de bœuf (Le Bleu), Jancolevitch (Silence radio), Rey (La fliquette) et Barami (Les lois de Murphy)
- Gabrielle Forest : Mme Bernier-Jouan (Une protection très rapprochée)
- Michel Fortin : un homme de main de Toscane (Une promenade en forêt)
- Jean-Louis Foulquier : le juge Périer, fondateur des « Cagoules rouges » (Qu'un sang impur…)
- Éric Franquelin : Commissaire Francis Hellmann (X-fragile)
- Jacques Frantz : le chirurgien de Frédéric (L'ours vert)
- Dominique Frot : Mathilde (Le petit homme)
- Marie Fugain : Lætitia Marchetti (Passage protégé)
- Lætitia Gabrielli : la patronne du 1 + 1 (La pente raide)
- Marion Game : Alice Guyomard, la femme de Guyo (Sale bizness et Tensions)
- Lola Gans : Nathalie (Lady in Blue)
- Manuel Gélin : Dr David (La pente raide)
- François-Éric Gendron : De Sarton (Une protection très rapprochée)
- Olga Georges-Picot : Cécile (Fausse note)
- Charles Gérard : Mario Balestra (Bras d'honneur)
- Benoît Gourley : Stéphane Seban (La fliquette)
- Johnny Hallyday : William Terrano (Kidnapping)
- Rebecca Hampton : Catherine (Bandit d'honneur) et le médecin de Méka (Sale bizness)
- Jacques Hansen : Franck Pelletier (La promesse)
- Jacques Harden : Calaud, l'homme kidnappé (Une promenade en forêt)
- Christophe Hémon : Marco (Le petit homme)
- Gérard Hernandez : José Ribeira (Corvée de bois)
- Claude Jade : Isabelle (L'amie d'enfance)
- Véronique Jannot : Corinne (Intox)
- Dorothée Jemma : Gigitte (L'amie d'enfance) et Françoise Brunetti (Le récidiviste)
- Stéphane Jobert : Brigadier Fournier, le père de Nicolas (Le petit homme)
- Marc de Jonge : Lesueur (Mort d'un officier de police)
- Vincent Jouan : Maurin (Lady in Blue), un flic de la Brigade Criminelle (36, quai des ombres), Bidart (La fliquette) et Vautier (Affaires de famille)
- Thomas Jouannet : Moretti/Capitaine Morel (Un flic sous influence)
- Damien Jouillerot : Piriac (La dernière affaire)
- Jean-Marie Juan : Badia (Serial Killer)
- Patrice Juiff : Stéphane Killing (Au nom de nos enfants)
- Roger Knobelspiess : l'homme BCBG (Les Zombies)
- Daniel Koenigsberg : le principal du collège Saint-Exupéry (Le petit homme)
- Selma Kouchy : Nadia (Bandit d'honneur) et Lola (Kidnapping)
- Christophe Kourotchkine : Capitaine Giovanni (Tensions)
- Diane Kurys : Snookie (Marée basse)
- Bernard Lanneau : M. Hardy (La pente raide)
- Jennifer Lauret : Julie Jonquet (Le petit fugitif)
- Luc Lavandier : M. Philippon, le père de Julien (Le petit homme)
- Viktor Lazlo : Marie Rousseau (Mort d'un officier de police)
- Bruno Le Millin : Chartron (La promesse), le père d'Arnaud (Le pire des cauchemars)
- Marie Lenoir : Corie Lambert (Le Bleu)
- Paul Le Person : Pierre Chartier (Le Patron)
- Philippe Leroy-Beaulieu : Fabian (Syndrome de menace)
- Jean Lescot : le propriétaire du centre équestre (Une promenade en forêt)
- Marie-Christine Letort : Mme Fournier, la mère de Nicolas (Le petit homme)
- François Levantal : Franck (Les Zombies)
- Olivier Loustau : Cerbère (Mort d'un officier de police), Tony Reinberger (36, quai des ombres) et Tonin (Série noire)
- Aïssa Maïga : Josy (36, quai des ombres) et Dolly (Série noire)
- Jean-Pierre Malignon : Thomas, le médecin légiste (Lady in Blue et Présomption d'innocence), le médecin légiste (Le bleu), Duval, le médecin légiste (Serial Killer) et le juge Richard (Les lois de Murphy)
- Jean-Pierre Malo : Mirko (Le simulateur)
- Catherine Marchal : Christelle Blanc (Passage protégé)
- Olivier Marchal : Inspecteur Mary (Syndrome de menace), « Le chat » (Mort d'un officier de police), Commissaire Valentin Calmette dit « Vava » (36, quai des ombres) et Beuquerat (Une protection très rapprochée)
- Margot Marguerite : Voyou n°1 (Le simulateur) et Hector (Les Zombies)
- Mike Marshall : Jacky (Une protection très rapprochée)
- François-Régis Marchasson : Socrate (Mort d'un officier de police)
- Nicolas Marié : le juge d'instruction (Non-assistance à personne en danger), le substitut (Syndrome de menace) et Me Boileau (Illégitime Défense)
- Pierre Martot : Gendarme n°2 (Match nul), l'Espagnol (L… comme Lennon) et le substitut Fabre-Payot (Au nom de nos enfants)
- Martine Maximin : Mathilde Beauvoir, la femme de Max (Paris XVIIIe et Match nul)
- Patrick Mazet : le dealeur arrêté par erreur (Paris XVIIIe) et le commandant puis commissaire (à titre posthume) Stéphane Carella (Affaires de famille)
- Patrice Melennec : le compère homosexuel (La surprise du chef), le pilote (Le Diable aussi a des ailes), le patron du stand de tir (L'ours vert) et le commandant Schneider (Une protection très rapprochée)
- Michel Melki : Inspecteur Duval (Syndrome de menace)
- Christiane Millet : Emmanuelle Di Marco (36, quai des ombres)
- Lucas Mongénie : Nico (Les moineaux)
- Arsène Mosca : Doudou (Passage protégé)
- Jean-Paul Muel : le ministre de l'Intérieur (Qu'un sang impur…)
- Adama Niane : Airline (Non-assistance à personne en danger)
- Nicoletta : la mère de Valérie (Serial Killer)
- Chick Ortega : Balou (Série noire) et Specht (Les lois de Murphy)
- Cécile Pallas : Dr Catherine Garnier, le médecin de Guyo (Le sniper)
- Dominique Paturel : Toscane, détective privé (Une promenade en forêt), Me Perrier (Illégitime Défense), Lalande (Sale bizness) et Me Fiori (La promesse)
- Raymond Pellegrin : Neubauer (La bavure)
- André Penvern : Robert Mendira (36, quai des ombres)
- Patrice Perrault : l'assassin (Paris XVIIIe)
- Paul Le Person : Pierre Chartier (Le patron)
- Jason Pinheiro : Jérémy (X-fragile)
- Patrick Poivey : Bernouilly (Paris XVIIIe et Honneur et justice), Me Antoine Camara (Larmes blanches), Duval (Silence radio), Marlet (La fliquette), le VRP (Tensions), M. Karas (Les lois de Murphy) et le patron du café Ronsard (La dernière affaire)
- Macha Polikarpova : Carla (Série noire)
- Éric Prat : Mancel (L… comme Lennon) et le préfet de police (Cité interdite)
- Jo Prestia : Thierry Bossais (Cité interdite), Fred Angeli (36, quai des ombres), frère Muller n°1 (Silence radio), le forain (Commando quatre pattes), Romani (Les moineaux), Getlif (Les lois de Murphy), Klotz (Sous pression) et Angeli (Kidnapping)
- Sören Prévost : Dujardin (Bandit d'honneur)
- Thierry Redler : Lesueur (Illégitime Défense)
- Jules Rénier : Jules, le fils d'Hugo Arragio (Bandit d'honneur)
- Max Rénier : le père de Moulin (Syndrome de menace)
- Pascal Renwick : Stéphane ( Le simulateur)
- Marc Rioufol : Lebrec (Sale bizness)
- Jean-Pierre Rochette : Dubosc (Illégitime Défense) et Serge Blanc (Passage protégé)
- Isabelle Roelandt : Catherine Valérian (Au nom de nos enfants)
- Bernard Rosselli : Buveur d'eau n°1 (Les buveurs d'eau), Johnny (Les Zombies), Sutter (Silence radio) et Capra (Serial Killer)
- Rémy Roubakha : un faux infirmier du SAMU (L'ours vert), un gardien (Illégitime défense) et Paulo (Sale bizness)
- Dimitri Rougeul : Nicolas Fournier (Le petit homme)
- Philippe Rouleau : le beau-frère de Calaud (Une promenade en forêt)
- Anne Roussel : Véra (Lady in Blue)
- Marc Samuel : Philippe Bass (La fliquette)
- Pierre Santini : Ravier (Bandit d'honneur)
- Serge Sauvion : Jo (Bras d'honneur) et le professeur Benazet (L'ours vert)
- Gilles Segal : Jean Caradec (Un hanneton sur le dos)
- Delphine Serina : Christine Sébastian (Sous pression)
- Fanny Sidney : Véronique Léonard (La dernière affaire)
- Nicolas Silberg : Chaparal (Présomption d'innocence)
- Christian Sinniger : Hadouin (Illégitime Défense), un brigadier des "Iris" (Cité interdite), Sandret (Lady in Blue) et Lucien Zemlinski (La fliquette)
- Jean-François Stévenin : Jacques Mirvin, propriétaire de l'hôtel (Kidnapping)
- Micky Sébastian : Déborah (Corvée de bois)
- Jacques Serres : « Petit Robert » (Le Bleu)
- Vincent Solignac : De Klerk (Mortelle séduction)
- Babsie Steger : « Fidèle » (La pente raide)
- Yann Sundberg : Thierry Terrano (Kidnapping)
- Eva Swann : Marianne Floquet (Choc en retour)
- Tansou : le médecin légiste (Larmes blanches)
- Lounès Tazairt : « Mouss » (Les Zombies)
- Geoffroy Thiebaut : le psy (Au nom de nos enfants) et Carliez (Les moineaux)
- Frédérique Tirmont : Sylvia Camara (Larmes blanches)
- Bernard Tixier : le patron de la DST (Corvée de bois)
- Roger Trapp : un pêcheur à la ligne (Une promenade en forêt)
- Martin Trévières : le palefrenier (Une promenade en forêt)
- Jean-Louis Tribes : Missonnier (Une protection très rapprochée) et le « Poète » (Les moineaux)
- Jean-Paul Tribout : Louis Leguen (Illégitime Défense)
- Christian Vadim : Paul Guersant (Le profil du tueur)
- Eliott Valence : Ludovic (Le petit fugitif)
- Patrice Valota : Pierre Valérian (Au nom de nos enfants)
- Jan Vancoillie : Maurice Pelletier dit « Momo » (Non-assistance à personne en danger) et Mathieu (Le petit homme)
- Astrid Veillon : la juge Patricia Becking (Mortelle séduction)
- Marie Verdi : Elisabeth (La pente raide)
- Pierre Vernier : Jacques Frémont (La peur des autres)
- Élisabeth Wiener : Anne, journaliste et maîtresse de Moulin (Une promenade en forêt)
- Alexandra Winisky : Lucie Zemlinski (La fliquette)
- Jean-Marie Winling : Simon-Grangier (Mortelle séduction) et le professeur Laroche (Un coupable trop parfait)
- Warren Zavatta : Igor (Une protection très rapprochée)
- Mahmoud Zemmouri : Le « Baron » (Paris XVIIIe) et le patron de café (Cité interdite)
- Delphine Zentout : Isabelle (Présomption d'innocence)

## Commentaires
- La série s'appelait au début L'enquête est ouverte, elle était initialement prévue pour quatre épisodes ; à partir du cinquième, la série prend le titre de Commissaire Moulin, avant de devenir en 1989 Commissaire Moulin, police judiciaire.
- Clément Michu a interprété deux rôles différents : de 1980 à 1982, il interprétait l'inspecteur Galland et de 1989 à 2006 il joue l'inspecteur divisionnaire puis commandant Guyomard.
- La plupart des musiques utilisées, dans la première et deuxième saison, sont de François de Roubaix. À partir de la troisième saison, les musiques sont tirées de l'album Danger composé par Jean-Louis Negro.
- On peut entendre la chanson Your Song d'Elton John dans les épisodes L'Ours vert et Syndrome de menace. Dans l'épisode L… comme Lennon, un co-détenu de Cattoire siffle l'air d’Imagine, et John Lennon est cité à plusieurs reprises.
- Le réalisateur et ancien policier Olivier Marchal a joué dans la série et a été directeur de collection, participant au scénario de plusieurs épisodes.
- La série est citée dans le film Profil bas de Claude Zidi dans la scène de la descente de police dans la boîte de nuit et dans lequel joue également Olivier Marchal.
- Le chanteur Johnny Hallyday tient le rôle du gangster William Terrano dans l'épisode Kidnapping.
- Yves Rénier utilise régulièrement ses propres motos pour les tournages des différents épisodes (Ducati, Honda 750 NR, Honda X eleven, Yamaha R1).
- Dans l'épisode Un coupable trop parfait, il est expliqué que le commissaire Moulin est né en Suisse, à Berne, le 29 septembre, ce qui dans la réalité est également le cas de son interprète, Yves Rénier.
- L'épisode Syndrome de menace, écrit et réalisé par Yves Rénier lui-même, est en partie autobiographique, puisqu'il s'inspire des problèmes cardiaques qu'a connus l'acteur.
- Entre la saison 4 et la saison 6, les scènes montrant l'extérieur du domicile de Moulin ont été tournées rue Raspail à Ivry-sur-Seine, à proximité de la Manufacture des œillets.
- Yves Rénier joue le rôle d'un commissaire de police (non nommé) dans le film Frantic de Roman Polanski.
- L'hôpital Charles-Foix à Ivry-sur-Seine a servi de décor dans de nombreux épisodes, notamment dans l'épisode intitulé Le Pire des cauchemars.
- Le jeudi 5 juin 2008, TF1 a diffusé l'épisode du Commissaire Moulin intitulé La Dernière affaire (tourné deux ans plus tôt), puis a interrompu la diffusion de la série[5],[6]. Contrairement à ce que son titre pourrait laisser penser, cet épisode n'est pas le dernier épisode de la série, mais l'avant-dernier : le titre fait référence à la dernière enquête du personnage du commandant Guyomard, interprété par Clément Michu. L'épisode Bavures n'a donc jamais été diffusé sur TF1 mais sur TV Breizh et sur d'autres chaînes francophones en Belgique et en Suisse avant d'être diffusé sur NRJ 12 en 2010, la série n'ayant jamais connu de véritable fin.
- L'épisode Les Lois de Murphy s'inspire en partie de l'affaire Rey-Maupin et de la tuerie de Nanterre, l'épisode Le Sniper s'inspire librement de l'affaire du Sniper de Washington.
- Certains épisodes n'ont jamais été diffusés sur TF1 et sont restés inédits jusqu'au rachat de la série par NRJ 12, qui diffusa ces épisodes inédits (Honneur et justice, Illégitime Défense, Qu'un sang impur…, X-Fragile, Affaires de famille, Bavures).